# بادبزن خانم ویندیرمیر (فیلم ۱۹۴۴)
«بادبزن خانم ویندیرمیر» (انگلیسی: Lady Windermere's Fan (1944 film)) یک فیلم است که در سال ۱۹۴۴ منتشر شد.